# وینسنت گاردنیا
وینسنت گاردنیا (انگلیسی: Vincent Gardenia; ۷ ژانویهٔ ۱۹۲۰ – ۹ دسامبر ۱۹۹۲) یک هنرپیشه اهل ایالات متحده آمریکا بود. وی بین سال‌های ۱۹۴۵ تا ۱۹۹۱ میلادی فعالیت می‌کرد. وی دو بار نامزد دریافت جایزه اسکار شده بود.

## گزیده فیلمشناسی
از فیلم‌ها یا برنامه‌های تلویزیونی که وی در آن نقش داشته‌است می‌توان به آثار زیر اشاره کرد.
- شرکت آدم‌کشی (فیلم ۱۹۶۰) (۱۹۶۰)
- بیلیاردباز (۱۹۶۱)
- چشم‌اندازی از پل (۱۹۶۲)
- طبل را آهسته بزن (فیلم) (۱۹۷۳)
- لاکی لوچانو (فیلم) (۱۹۷۳)
- آرزوی مرگ (فیلم ۱۹۷۴) (۱۹۷۴)
- صفحه اول (فیلم ۱۹۷۴) (۱۹۷۴)
- بهشت می‌تواند صبر کند (فیلم ۱۹۷۸) (۱۹۷۸)
- قدرت آتش (فیلم) (۱۹۷۹)
- آرزوی مرگ ۲ (۱۹۸۲)
- فروشگاه کوچک ترسناک (فیلم ۱۹۸۶) (۱۹۸۶)
- ماه‌زده (۱۹۸۷)
- تسخیرناپذیران (۱۹۵۹) (۱۹۶۱)
- سفر به قعر دریا (مجموعه تلویزیونی) (۱۹۶۵)
- فراری (مجموعه تلویزیونی ۱۹۶۳) (۱۹۶۷)
- مانکیز (مجموعه تلویزیونی) (۱۹۶۷)
- دود اسلحه (۱۹۶۷)
- مأموریت: غیرممکن (۱۹۶۸)
- آیرونساید (مجموعه تلویزیونی) (۱۹۶۸)
- مک‌کلاود (۱۹۷۱)
- همگی در خانواده (۱۹۷۳–۷۴)
- کوجک (مجموعه تلویزیونی) (۱۹۷۵)
- منطقه نیمه‌روشن (سری تلویزیونی ۱۹۸۵) (۱۹۸۵)